# Pożary lasów w Boliwii (2010)
Pożary lasów w Boliwii – masowe pożary wywołane wypalaniem traw przez chłopów, połączone z suszą nawiedzającą obszar Boliwii. Od początku trwania pożarów lasów, zarejestrowano około 34.000 nowych ognisk, na obszarze o powierzchni blisko 2,6 mln hektarów, które strawiły ponad 60 budynków, dla porównania 15 sierpnia, na początku ogłoszenia stanu wyjątkowego było ich około 17 tysięcy. 
W akcji ratunkowej biorą udział strażacy, wojsko oraz inne służby ratunkowe. Do walki z pożarem włączają się także zwykli ludzie, próbujący uratować swój dobytek. Prezydent Boliwii Evo Morales Ayma poprosił sąsiednie kraje o pomoc ze względu na brak specjalistycznego sprzętu mogącego skutecznie gasić pożary, prośby te zostały skierowane przede wszystkim do Argentyny oraz Brazylii.
Najbardziej rozległe pożary lasów utrzymują się wzdłuż granicy państwowej z Brazylią. Z powodu silnego zadymienia zamknięto 23 lotniska regionalne.